# Хірлеппосі
Хірлеппо́сі (рос. Хирлеппоси, чув. Хирлеппуç Мĕлĕш) — присілок у складі Аліковського району Чувашії, Росія. Входить до складу Таутовського сільського поселення.

## Географія
Хірлеппосі розташоване західніше адміністративного центру району на 6 км. Поруч автомобільна дорога республіканського значення Чебоксари-Аліково-Красні Четаї, гілка від якої через Торопкаси прокладена до присілка.
Через Хірлеппосі протікає річка Хірлеп. Поряд з селом росте молодий сосновий і змішаний ліс. Є також глибокий ставок, огинає хвойний ліс.
Клімат помірно континентальний з тривалою холодною зимою і теплим літом. Середня температура січня -12,9 ° C, липня 18,3 ° C, абсолютний мінімум досягав -54 ° C (1979), абсолютний максимум 37 ° C. За рік в середньому випадає до 552 мм опадів.
Вулиці: Центральна, Комсомольська, Шкільна, Кооперативна, Провулкова.

## Назва
Згідно з найбільш лінгвістично обґрунтованою етимологією, слово Хірлеппосі походить від назви річки Хірлеп, що бере тут початок, а пусь означає голова, початок.
У повній чуваській назві слово «Мĕлĕш» означає ім'я нехрещеного чуваша, першого поселенця в цих місцях. Так само найближчі села (Торопкаси, Павлушкіно, Нове поселення (суч. Азамат), Хоравари, Ходякова) мають друге слово — Мелеш — у своїх назвах. У сусідньому Красночетайському районі розташоване село Мелеш, заснована уродженцями цих населених пунктів.

## Історія
Присілок вперше був згаданий в 1774 році. У липні 1774 року Пугачов зі своїм військом проходив близько від присілка. В записаних 1907 року спогадах наголошується: 
«Від Хірлеппось Пугачов попрямував в Шуматовскую волость, між Тогач і Хірлеппосі є великий вже висохлий дуб, відомий під назвою в народі» Дуб 12 попів «. На ньому були повішені повсталими селянами 12 священиків. Поблизу Хірлеппось є» Царівна земля "(ĕмпӳ çĕрĕ). Довжина цієї земельної ділянки 3 версти, ширина 1 верста. (НА ЧНІІ, від. 3, од. хр. 17, л. 9)
.
У 1895 році в Хірлеппосі відкривається школа. До 1927 року Хірлеппосі входило до Аліковскої волості Ядринського повіту. З 1 листопада 1927 року у складі Аліковского району, а з 20 грудня 1962 року включено до Вурнарського району. З 14 березня 1965 року — знову в Аліковському районі.
Наслідки політико-економічного перебудови в Росії позначилися на колгоспне життя присілка згубно. Радгосп «Аліковський», в господарської орбіті якого оберталася вся економічне життя присілка, розпався на стику століть. За цим розвалом послідувало закриття восьмирічної школи. У 2010 році було вирішено асфальтувати Провулкову вулицю.

## Населення
Населення — 199 осіб (2010; 245 у 2002).
Національний склад:
- чуваші — 100 %

Проведений у 1781-1782 роках перепис населення показав:
«Милюшева, при р. Хирлеп, 151 ревизских душ»
Тут же зазначено, що Хірлеппосі складалося з 19 дворів. До 1859 року у селі було 23 дворів, 66 чоловіків і 75 жінок, в 1907 році проживали 482 людини, 1926 року — 125 дворів, 539 осіб.

## Господарство
В присілку є палац культури, бібліотека (не працює), медпункт, магазин. В даний час присілок в основному газифікований.